# Iridomyrmex obsidianus
Iridomyrmex obsidianus é uma espécie de formiga do gênero Iridomyrmex.